# ديفيد دا كونا
ديفيد دا كونا (بالفرنسية: David Da Cunha)‏ (19 مايو 1983 في فرنسا - ) هو لاعب كرة قدم فرنسي في مركز الدفاع. لعب مع نادي شاتورو ونادي مولان وSO Romorantin ‏ ونادي ليزيربيي.

## وصلات خارجية
- ديفيد دا كونا على موقع قاعدة بيانات كرة القدم.إي يو (الإنجليزية)